# Bellator 50
 Bellator L  foi um evento de artes marciais mistas organizado pelo Bellator Fighting Championships, ocorrido em 17 de setembro de 2011 no Seminole Hard Rock & Casino em Hollywood, Florida. O evento foi transmitido ao vivo na MTV2.

## Background
O evento contou com o round de abertura do Torneio de Médios da Quinta Temporada.
O Meio Médio veterano Ailton Barbosa venceu as eliminatórias do Bellator em Hollywood, Florida em Junho de 2011 para ganhar uma vaga no card.
R.J. Goodridge era esperado para enfrentar J.P. Reese, porém após sofrer uma lesão desconhecida Goodridge saiu da luta e foi substituído por Martin Brown. Com isso, Ryan Hodge era esperado para enfrentar Valdir Araujo, porém se retirou da luta com uma lesão, e foi substituído por Brett Cooper.
Em 15 de Setembro de 2011, Luis Palomino sofreu uma lesão nos treinos e foi retirado da luta contra James Edson Berto. Berto depois se retirou do card, e a luta foi tirada do card; Os dois se enfrentaram no W-1: Reloaded, onde Palomino derrotou Berto.
A luta entre os leves Dietter Navarro e Marcelo Goncalves foi mudada para peso casado em 156 lbs após ambos lutadores não baterem o peso.
O evento acumulou aproximadamente 114,000 telespectadores na MTV2.